# Język reta
Język reta (lub retta) – język papuaski używany w prowincji Małe Wyspy Sundajskie Wschodnie w Indonezji, przede wszystkim w rejonie wyspy Pura. Należy do grupy języków timor-alor-pantar.
Publikacja Ethnologue podaje, że posługuje się nim 800 osób. Społeczność Reta zamieszkuje wieś Retta na wyspie Pura, część wyspy Ternate (trzy wsie) oraz zachodnie wybrzeże wyspy Alor (miejscowości Wolang i Hula). Pewne skupiska jego użytkowników występują w innych zakątkach prowincji, m.in. w miastach Kupang i Kalabahi, a także w zachodniej Indonezji (Batam).
Różnice dialektalne są niewielkie, ograniczają się do pewnych cech fonologii i leksyki. Da się wyróżnić dwie odmiany: pura-wolang i ternate-hula. Sami użytkownicy zwykle określają swój język jako piʔabaŋ hur („język naszej wsi”).
Jest zdecydowanie zagrożony wymarciem. W użyciu są również języki malajski alorski i indonezyjski, które przeważają w prawie wszystkich sferach życia (poza kontaktami domowymi). Wiele osób (zwłaszcza ze starszego pokolenia) włada również dominującym lokalnie językiem blagar. Niegdyś reta uznawano za dialekt blagar, lecz okazało się, że języki te nie są sobie szczególnie bliskie.
Nie jest wzajemnie zrozumiały z językami używanymi na północnym skrawku wyspy Pura. 
Istnieją nieliczne prace poświęcone temu językowi. Został udokumentowany w postaci skrótowego opisu (Reta, w: Papuan languages of Timor-Alor-Pantar: Sketch grammars, 2020)  i obszerniejszego opracowania gramatycznego (A Grammar of Reta, 2021) .